# 대고바
대고바(Dagobah)는 스타 워즈 에피소드 5: 제국의 역습에서 등장하는 밀림늪지 행성이다.

## 상세
2편과 3편 사이에 이야기를 다룬 클론 전쟁 3D 애니메이션에서 요다가 콰이곤 진에게 부름을 받고 R2-D2와 함께 온다.
스타워즈 3에서 오더 66으로 거의 모든 제다이들이 죽고 요다는 살아남아 대고바로 은둔한다. 스타워즈 에피소드 5 초반에서 오비완이 포스 고스트 형태로 나타나 루크에게 대고바로 가라고한다. 루크는 대고바로가 요다를 만나고 그에게 수련을 받는다. 스타워즈 에피소드6 - 제다이의 귀환에서는 다른 스카이워커가 있다. 라는 말을 남기고 요다는 포스와 하나가 되어 포스 고스트 (Force Ghost) 가 된다.

## 같이 보기
- 스타워즈의 행성 목록
- 석탄기